# Plastikmodellbau

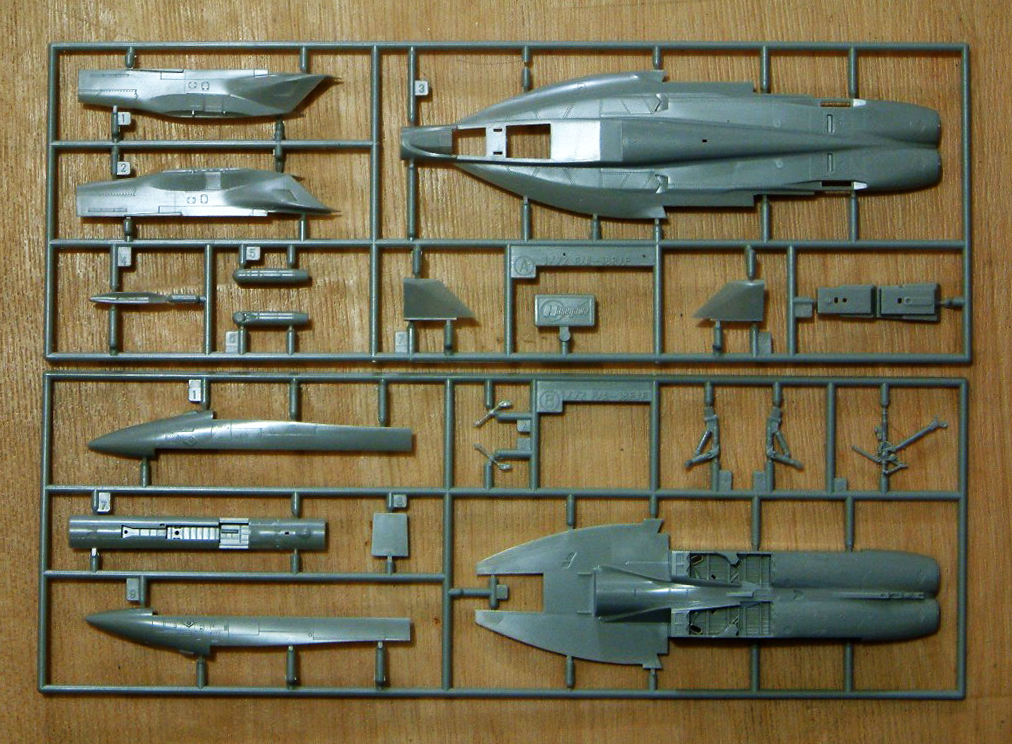
Spritzgussrahmen (Gussast) eines älteren Plastikmodells der McDonnell Douglas F/A-18 im Maßstab 1:72

Plastikmodellbau ist ein Bereich des Modellbaus, in dem Modelle vorwiegend aus Kunststoff (meist Polystyrol) gebaut werden. Hierbei handelt es sich in der Regel um antriebslose Standmodelle, bei denen das Interesse mehr auf einem hohen Detaillierungsgrad als auf Robustheit oder Funktion liegt, mit denen aber auch begrenzt gespielt werden kann. Überwiegend werden hier Bausätze aus vorgefertigten Teilen eingesetzt. Bausätze dieser Art sind seit Anfang der 1950er Jahre im Handel erhältlich. Die gängigste Form ist die des Spritzgussbausatzes. Seltener findet man Bausätze aus tiefgezogenen Formen (Vacu-Bausätze) und reine Resin-Bausätze.

## Geschichte
Als einer der Pioniere des Plastikmodellbaus gilt Revell-Monogramm, die 1947 in den USA begannen Automodelle aus Kunststoff zu fertigen, die zwar aus einer Reihe separat gegossener Teile bestanden, aber ab Werk montiert wurden und als Fertigmodelle den Kunden erreichten. 1951 wurde Revell-Chef Lewis H. Glaser auf die Idee gebracht, die vorhandenen Automodelle auch in noch nicht zusammengebautem Zustand, also als Bausatz, anzubieten. Glaser war skeptisch und fragte sich, warum jemand etwas kaufen sollte, das nicht zusammengebaut war. Als jedoch die Kaufhauskette Woolworth’s anbot, die Bausätze ins Sortiment zu nehmen, stimmte Glaser zu und brachte die „REVELL Highway Pioneers“ im August 1951 erfolgreich auf den Markt. Damit hatten Glaser und Revell maßgeblich die Tür für den Plastikmodellbau als Breitenhobby geöffnet. Das Basteln von Plastikbausätzen („Kits“) wurde in den folgenden Jahrzehnten eine der führenden Freizeitbeschäftigungen in den USA und später auch in Westeuropa.
Im Sommer 1953 folgte der erste „Authentic Kit“ mit dem Anspruch, ein Vorbild historisch detailgetreu nachzubilden. Es handelte sich um den Bausatz H-301 nach dem Vorbild des Schlachtschiffes Missouri, auf dem 1945 die japanische Kapitulation unterzeichnet worden war. Der Bausatz ist als eines der meistverkauften Revell-Modelle in leicht veränderter Form bis heute in Produktion. Als erstes Flugzeugmodell folgte unter der Nummer H-201 eine Lockheed F-94C Starfire. Das Sortiment wuchs schnell an, und auch dank der ansprechenden Deckelbilder der Bausatzverpackungen durch Künstler wie Andrew Scott Eidson, Richard Kishady oder später ganz maßgeblich Jack Leynnwood, der für REVELL eine ähnliche Schlüsselrolle in den Illustrationen hatte wie Roy Cross für AIRFIX oder Ray Gaedke für LINDBERG. Diese alten Packungen mit ihrer unverwechselbaren „boxart“ sind heute Sammlerobjekte, für die es publizierte Sammlerpreislisten gibt.

## Themenbereiche

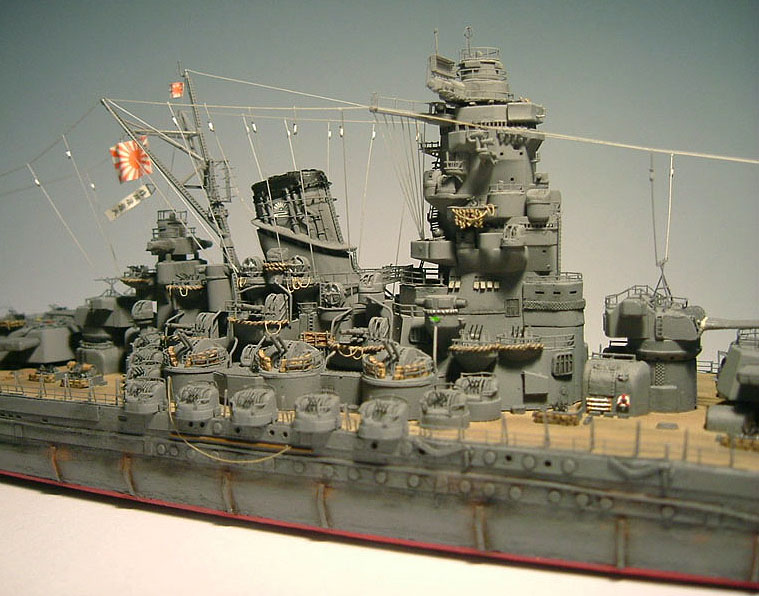
Detailansicht eines 1:700-Modells der Yamato auf der Australian Model Expo 2008

Im Handel sind Bausätze aus vielen Bereichen der Technik, z. B. Automobile, Flugzeuge, Schiffe, Lokomotiven, Science-Fiction-Modelle oder Gebäude (insbesondere für Modellbahnen in den Maßstäben von 1:87 bis 1:160) erhältlich. Des Weiteren werden Figuren aller Art, Tiere (z. B. Dinosaurier, aber es gibt auch Modelle von Säugetieren, Vögeln und Insekten – letztere naturgemäß nicht in verkleinertem Maßstab, sondern in Überlebensgröße) und anatomische Modelle (Skelett, Schädel, innere Organe) angeboten.
Einen großen Bereich stellen Militärmodelle aller Art, insbesondere des Zweiten Weltkrieges und in dem dort für Fahrzeuge und Figuren üblichen Maßstab 1:35, dar. In diesem Maßstab steht die größte Auswahl an Modellen sowie Zubehör (Einzelgliederketten, ergänzende Teilesätze mit z. B. Werkzeugen, Umbausätzen usw.) zur Verfügung.

## Zielgruppen
Die wesentlichen Zielgruppen im Bereich Plastikmodellbau gliedern sich hauptsächlich in Kinder/Jugendliche und Erwachsene auf. Für viele Kinder und Jugendliche stellen die Modelle in erster Linie ein Spielzeug dar. Die Genauigkeit und Originaltreue der Modelle spielt für diese Gruppe eine eher untergeordnete Rolle. Die Zielgruppe der Erwachsenen hingegen investiert oftmals viel Zeit und Aufwand in ihr Hobby, um möglichst originalgetreue Abbilder der Realität zu erstellen.

## Verschiedene Maßstäbe
Im Plastikmodellbau haben sich einige Maßstäbe etabliert:

### 1:1000 und 1:700
Diese Baugrößen eignen sich besonders für die Reproduktion sehr großer Schiffe wie Flugzeugträgern, Schlacht- oder Passagierschiffen. In diesem Maßstab (1:700) hat das japanische Schlachtschiff Yamato eine Länge von 37,5 cm. Sehr häufig werden die Modelle als sogenannte Waterline-Modelle angeboten, das heißt alles was über Wasserlinie zu sehen ist, ist im Bausatz enthalten, der Unterwasserrumpf fehlt. Dadurch lassen sich die Modelle auf einer Meeresoberfläche präsentieren, und zusammen mit anderen Modellen im selben Masstab als Schlachtszene oder Geleitzug in einem Diorama darstellen.

### 1:400 und 1:350
vorwiegend im Schiffsmodellbau von großen Vorbildern wie Ozeanlinern (Titanic, Queen Mary) oder Schlachtschiffen (USS Missouri, Yamato). Dieser Maßstab erlaubt noch eine optisch interessante Detaillierung (z. B. bei Geschützen oder Reling). Das Modell des deutschen Schlachtschiff Bismark hat in diesem Maßstab (1:350) immer noch eine Länge von 71,8 cm.

### 1:78
ist eine weit verbreitete Baugröße für Modelleisenbahnen, im Plastikmodellbau gibt es in diesem Maßstab Bausätze für Gebäude, Fahrzeuge etc. die sich dann in die Anlage integrieren lassen.

### 1:72
Dieser relativ kleine Maßstab wird oft für den Bau von Dioramen verwendet, wenn mehrere Fahrzeugen auf begrenztem Raum dargestellt werden sollen. Trotz der kleineren Größe können Modelle in diesem Maßstab immer noch ein beachtliches Maß an Details aufweisen.

### 1:48
Dieser Maßstab ist ein Mittelweg zwischen der Detaildichte des 1:35 Maßstabs und dem platzsparenden 1:72. Er ist besonders bei militärischen Luftfahrt- aber auch Panzermodellen verbreitet.

### 1:35
Dieser Maßstab ist im Bereich Militärmodellbau besonders weit verbreitet, da er eine hervorragende Balance zwischen Größe und Detailgenauigkeit bietet. Modelle im Maßstab 1:35 ermöglichen es, feine Details zu modellieren und zu bemalen, was sie bei Modellbauern, die Wert auf realistische Darstellungen legen, sehr beliebt macht.

### 1:16 und 1:12
Modelle in diesen Maßstäben sind vergleichsweise groß und ermöglichen eine außergewöhnliche Detailtiefe, was sie für Modellbauer, die besonders realistische Modelle mit funktionsfähigen Teilen oder Inneneinrichtungen erstellen möchten, attraktiv macht. Aufgrund ihrer Größe und des Detailgrads sind sie jedoch auch zeit- und kostenintensiver in der Fertigung.

## Baufolge

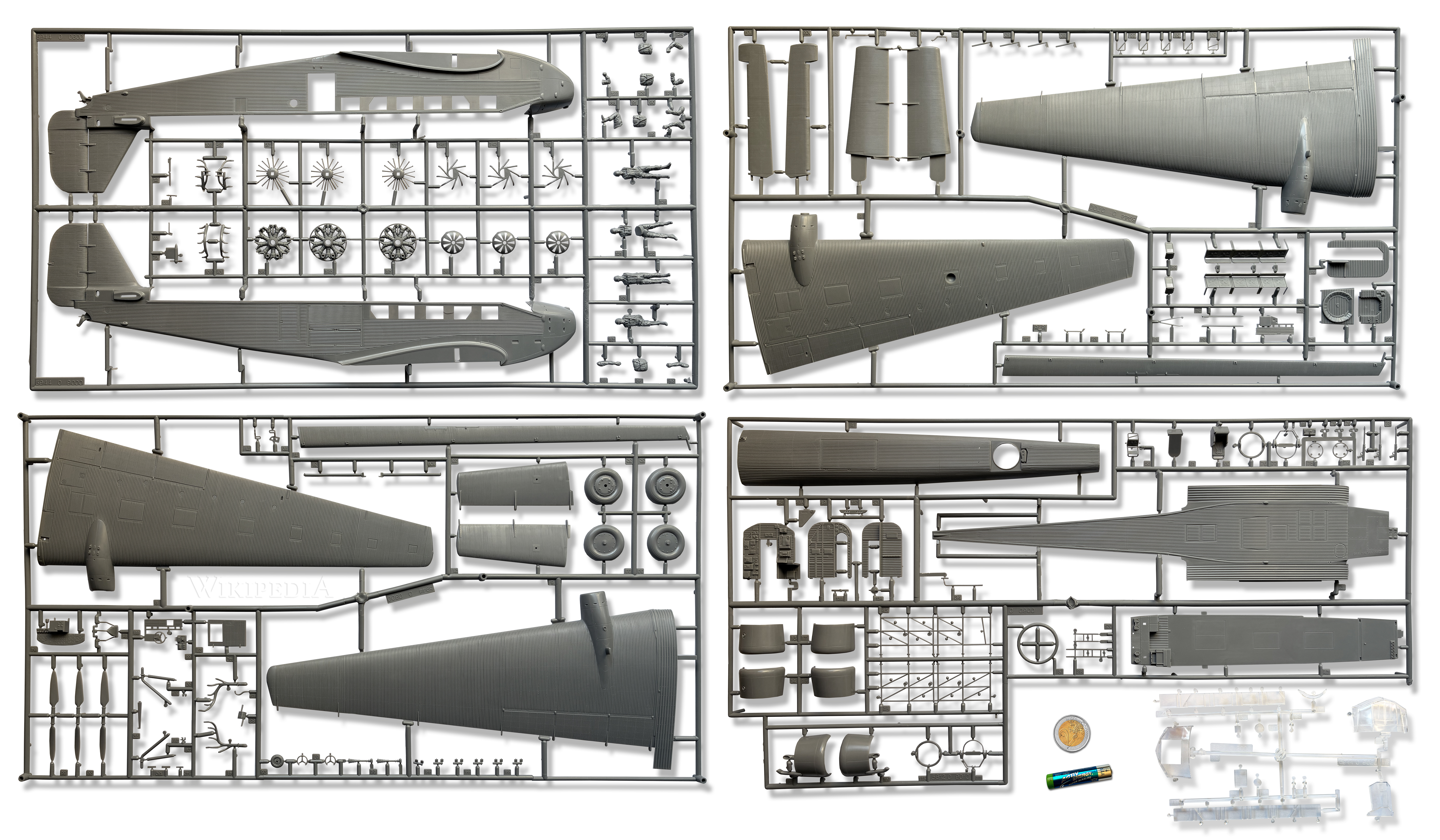
Alle Spritzgußrahmen für ein Plastikmodell des Flugzeugs Junkers Ju 52/3m von Revell im Maßstab 1:48, 170 Teile, Schwierigkeitsgrad 5

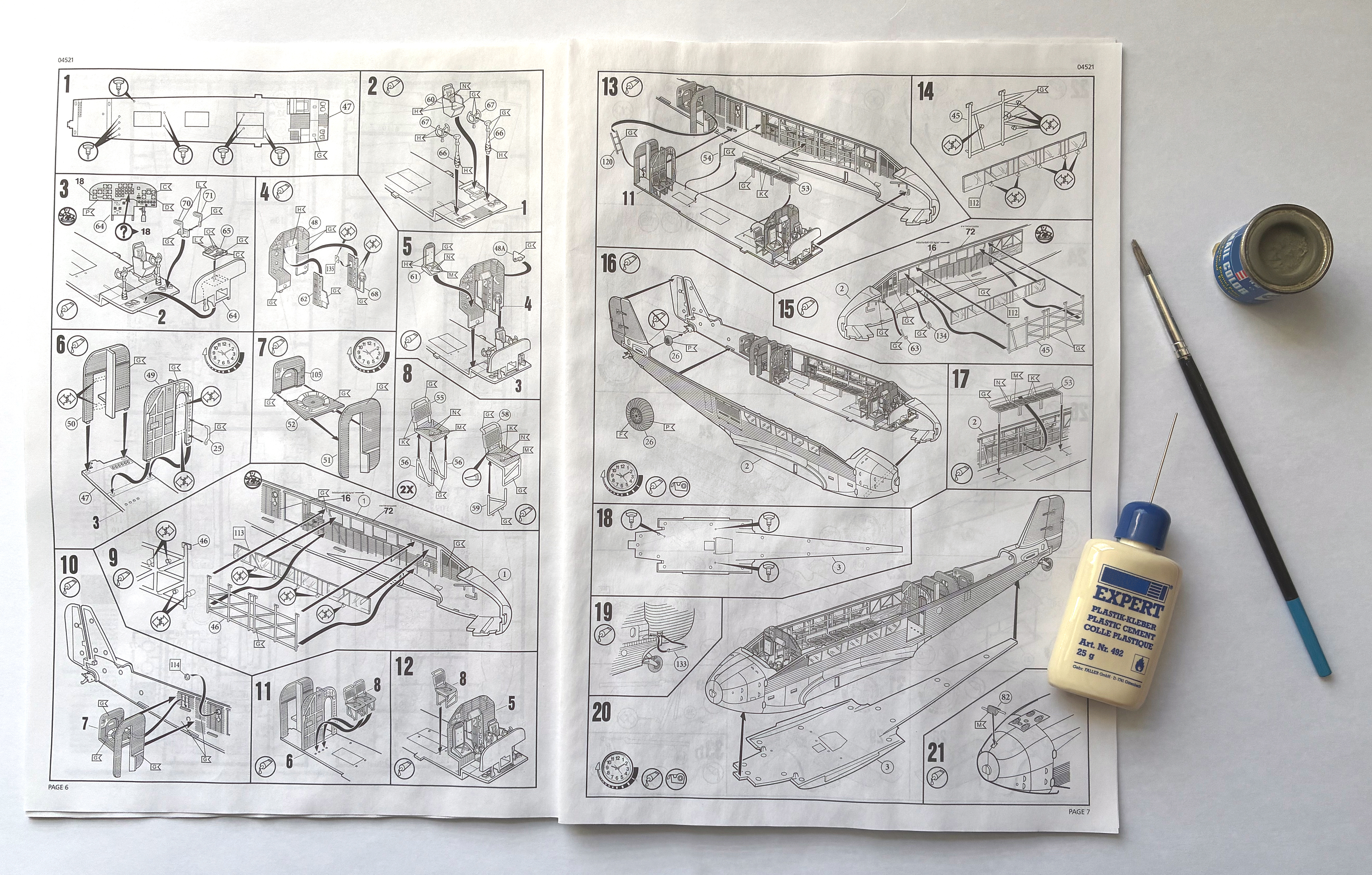
Der dazugehörige „Schritt-für-Schritt-Bauplan“ umfasst 16 Seiten. Daneben: Acetonhaltiger Spezialkleber mit Kanüle

Ein Plastikmodell hoher Detailgenauigkeit wird in der Regel in folgenden Stufen gebaut:
- Nach der Kontrolle auf Vollständigkeit und eventuelle Beschädigung empfiehlt es sich, die Gussrahmen mit den Einzelteilen in lauwarmen Wasser mit etwas Spülmittel zu reinigen, um Staub, Fett oder Trennmittelrückstände aus den Spritzgießmaschinen zu entfernen, da diese die Haftfähigkeit der Lacke vermindern.[5][6]
- Um die einzelnen Teile beim Trennen vom Gussast nicht zu beschädigen kann ein Cutter oder spezielle Modellbauzangen verwendet werden.
- Für das Zusammenkleben der Teile zu den einzelnen Baugruppen ist am besten spezieller acetonhaltiger Plastikkleber für den Modellbau oder auch Sekundenkleber geeignet. Der, von verschiedenen Herstellern angebotene, Plastikmodellbaukleber wird auf beide Flächen der zu verbindenden Teile aufgetragen, löst diese leicht an, und „verschweißt“ dann quasi beide Teile miteinander. Für das genaue, dosierte  Arbeiten haben diese Fläschchen feine Stahlkanülen.
- Das eigentliche Zusammenkleben einzelner Baugruppen und das Verspachteln und Verschleifen von eventuell infolge nicht optimal passender Bauteile entstandenen Nähten und Fugen. Eventuell das Steigern der Detailtreue durch anbringen zusätzlicher (auch selbst gebauter) Teile, diese Methode nennt man „supern“
- Bemalen bzw. Lackieren der vorbereiteten Baugruppen (mit Pinsel und/oder Airbrush). Hier gibt es je nach Typ des Modells verschiedene Lacke: Glänzend, für z. B. Verkehrsflugzeuge, Rennwagen etc. und Mattfrarben, die verstärkt im Militärmodellbau zum Einsatz kommen.
- Zusammenfügen der Baugruppen zum kompletten Modell
- Aufbringen von Markierungen, Kennzeichen und Beschriftungen, meist in Form von Nassschiebebildern (Decals)
- Finish: Anwendung diverser spezieller Bemalungstechniken zur Hervorhebung von Konturen, Erzielung von Tiefenwirkung, Abnutzungs-, Verschmutzungs- und Alterungseffekten. Abschließend sollte das fertige Modell mit einer dünnen Schicht Klarlack „versiegelt“ werden, wobei diese Lackierung wiederum zur eigentlichen Farbgebung "Matt oder Glänzend" passen sollte, um den Gesamteindruck nicht zu zerstören.

## Schwierigkeitsgrad
Die am einfachsten zu bauenden Modelle sind solche, deren Teile aus dem Vorbild entsprechend farbigen Kunststoff gespritzt wurden oder zum Teil bereits fertig lackiert bzw. bedruckt sind und die ohne Klebstoff nur noch zusammengesteckt werden müssen. Solche Modelle eignen sich besonders für Modellbau-Einsteiger.
Am anderen Ende des Spektrums stehen Bausätze mit mehreren hundert Teilen. Aufwändig zu bauen sind darüber hinaus auch die sogenannten „Short-Run“-Bausätze, die lediglich in geringer Stückzahl gefertigt werden und in der Regel mehr Nachbearbeitung der einzelnen Bausatzteile erfordern.
Fortgeschrittene Modellbauer bedienen sich heute auch bei Herstellern, die sich auf zusätzliche Detaillierung spezialisiert haben. Mit Produkten dieser Anbieter können Teile, die beim Originalbausatz ungenügend detailliert oder gar fehlerhaft sind, ausgetauscht oder zusätzlich detailliert werden. Solche Zurüstsätze bestehen meist aus Resin und/oder Fotoätzteilen. Viele Modellbaufirmen sind jedoch inzwischen dazu übergegangen, den Bausätzen Ätzteile beizulegen, was einen Zukauf erübrigen kann.
Auch Nassschiebe-/Abziehbilder sind in zahlreichen Variationen separat erhältlich. Entsprechend ausgerüstet können diese Abziehbilder mit speziellem Papier und einem Drucker auch selbst hergestellt werden. Damit auch die Farbe „Weiß“ gedruckt werden kann, wird hierzu ggf. ein Thermotransfer- oder Thermosublimationsdrucker eingesetzt.
In speziell auf Modellbauer ausgerichteter Literatur werden Originalobjekte mit Detailfotos aus verschiedenen Perspektiven präsentiert oder auf Besonderheiten bzw. Fehler der verfügbaren Bausätze hingewiesen. Je nach Fingerfertigkeit können solche zusätzlichen Details oder sogar ganze Modelle selbst hergestellt werden – in diesem Fall spricht man vom „Scratch“-Modellbau.

## „Kitbashing“
Eine Variante des Plastikmodellbaus ist das „Kitbashing“, bei dem Teile verschiedener Bausätze (englisch kits) kombiniert werden. Dabei können dezente Variationen entstehen oder auch völlig eigenständige (Fantasie-)Modelle, die der gedachten Gesamterscheinung der Originalbausätze kaum ähneln. Modelle für Trickaufnahmen in Spielfilmen sind oftmals auf diese Weise entstanden. So wurden etwa für den Millennium Falcon in Star Wars unzählige Teile aus diversen Flugzeug-, Panzer-, Brücken- und Autobausätzen verwendet.

## Präsentation
Oftmals werden Modelle zur anschaulichen Präsentation in eine maßstabsgetreue Landschaft (Diorama) eingebaut. Öffentlich präsentiert werden solche Modelle auf Ausstellungen, heute häufig auch im Internet. Teilweise finden auf solchen Ausstellungen auch Wettbewerbe statt, bei denen insbesondere Originaltreue und Detaillierung bewertet werden.

## Galerie

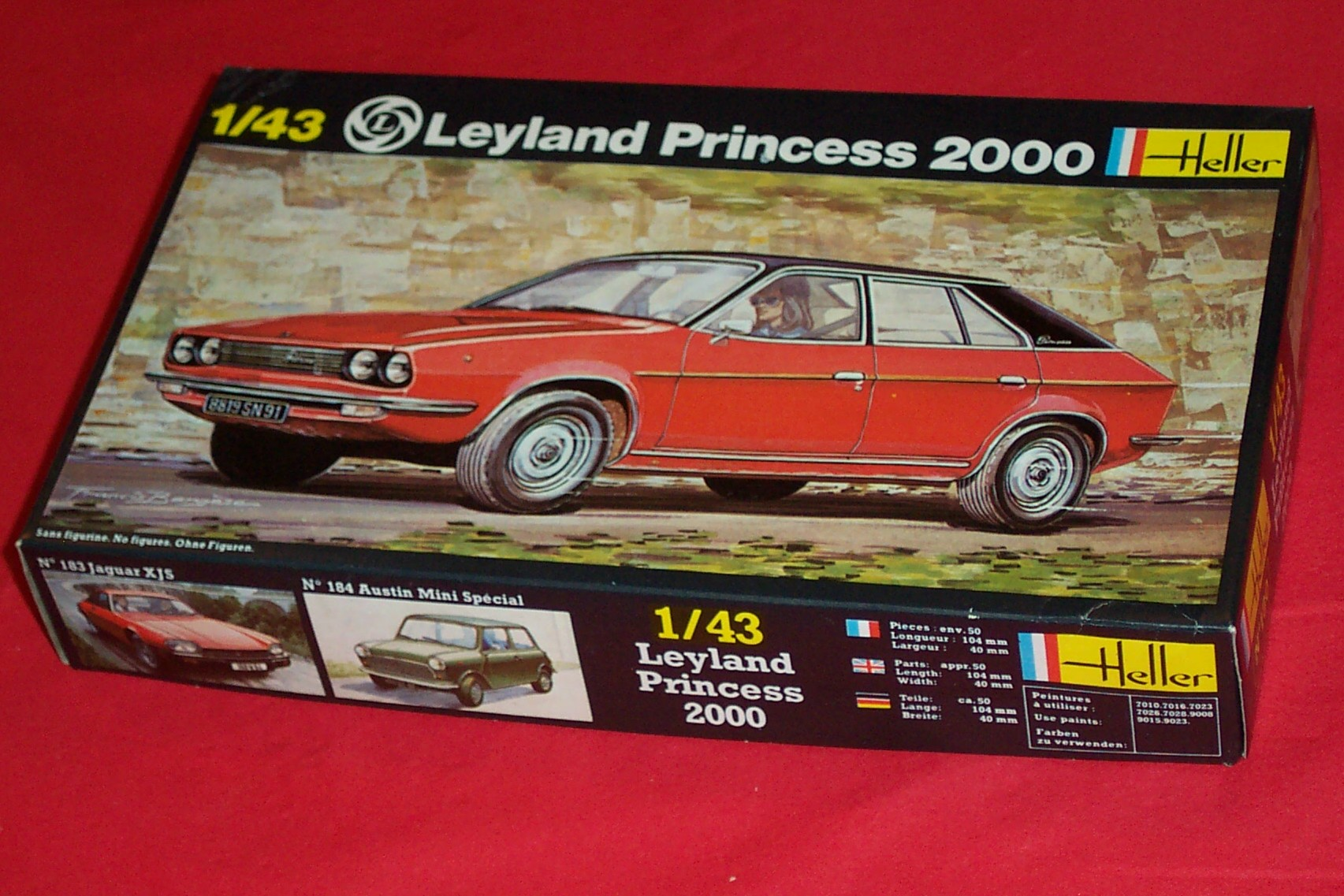
Verkaufskarton für den Bausatz eines Leyland Princess 2000 im Maßstab 1:43
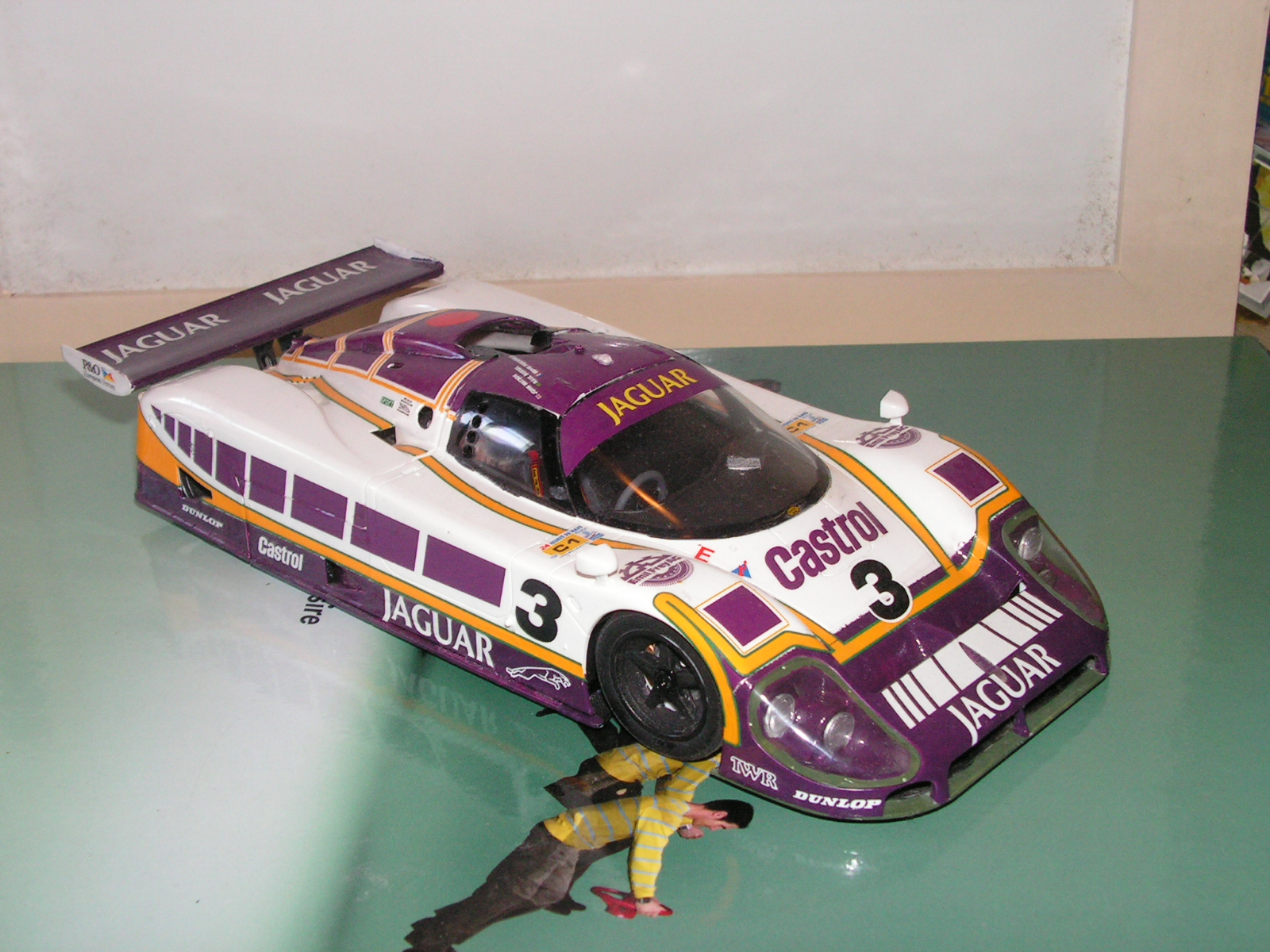
Ein Jaguar XJR 9 im Maßstab 1:24
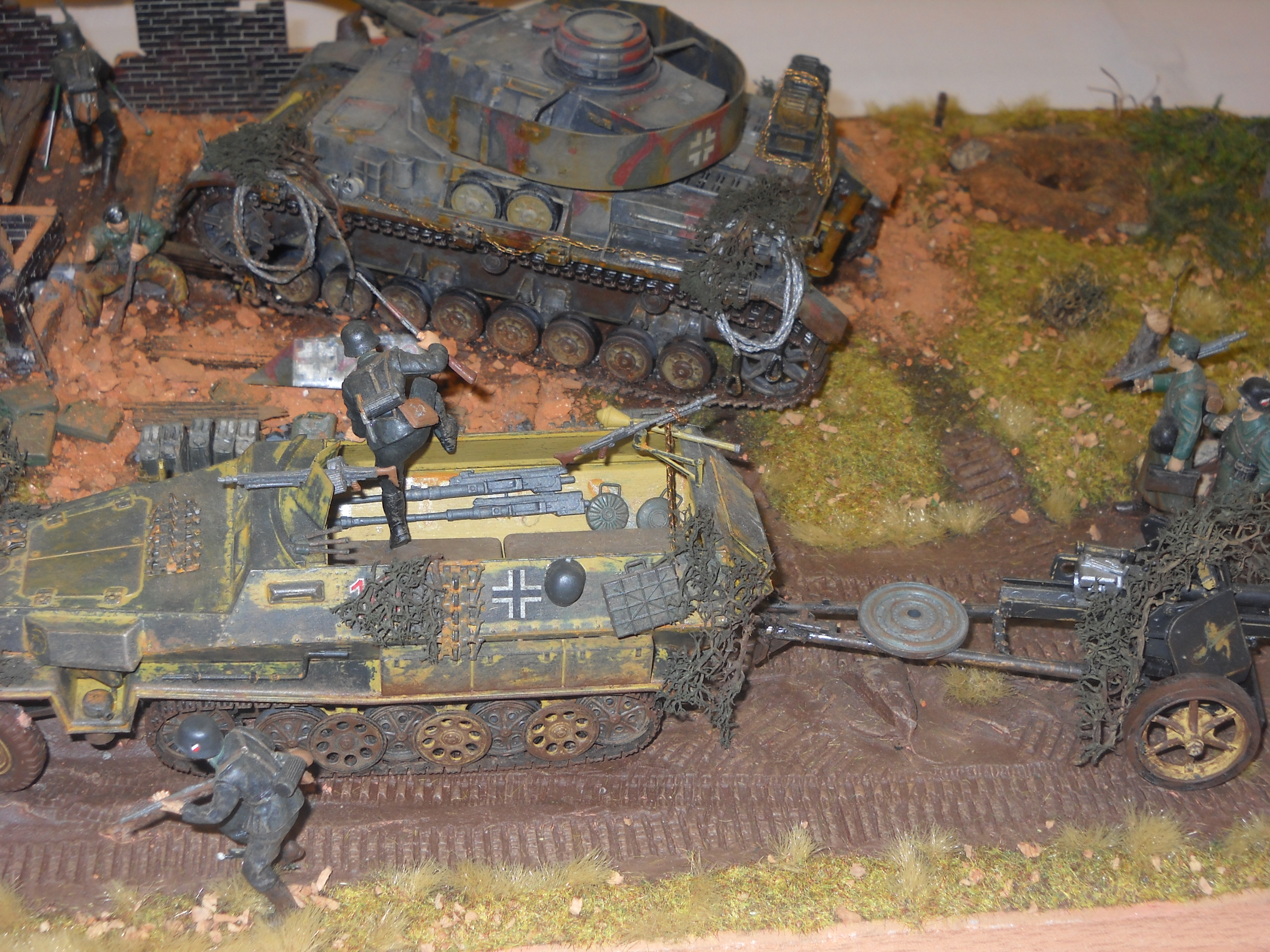
Militärdiorama mit mehreren Bausätzen und Figuren
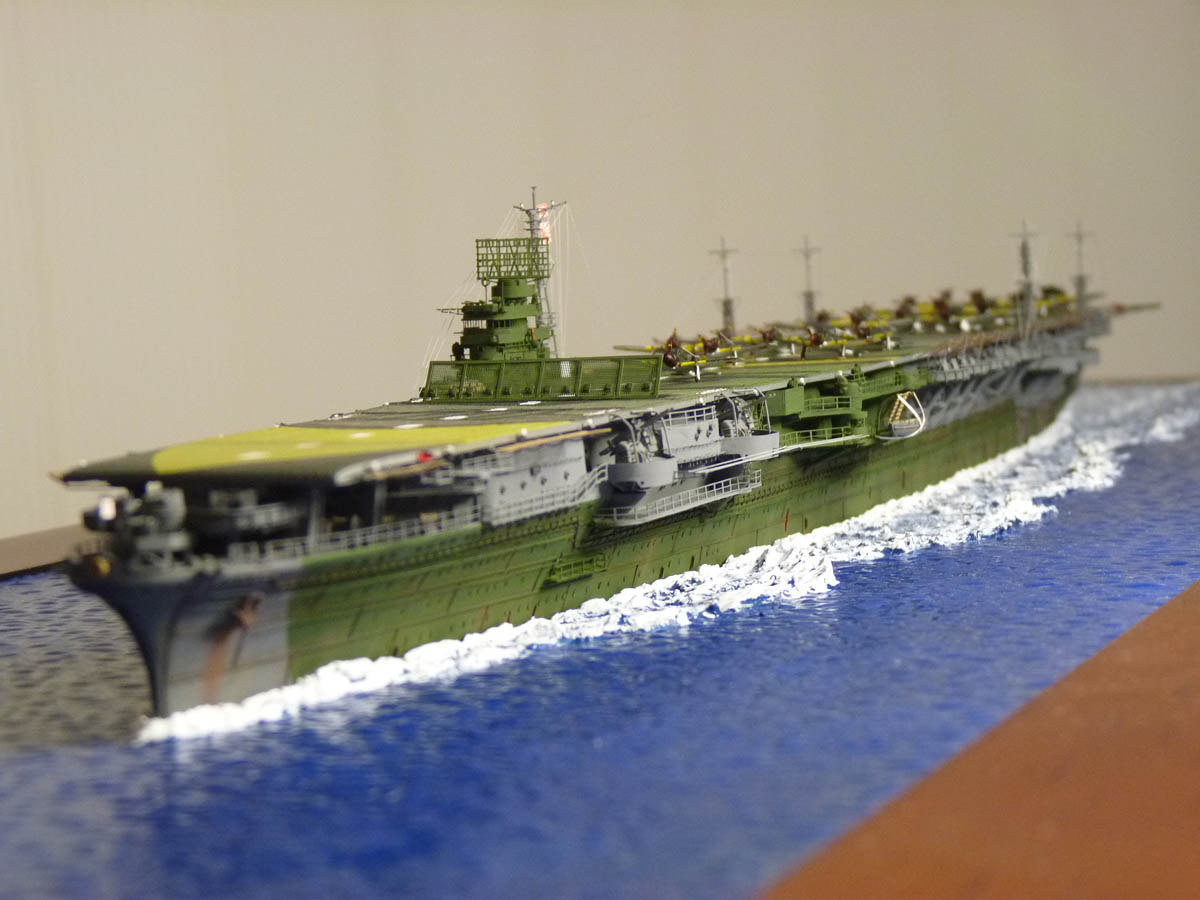
Sog. „Waterline-Modell“ des japanischen Flugzeugträgers Zuikaku in 1:500
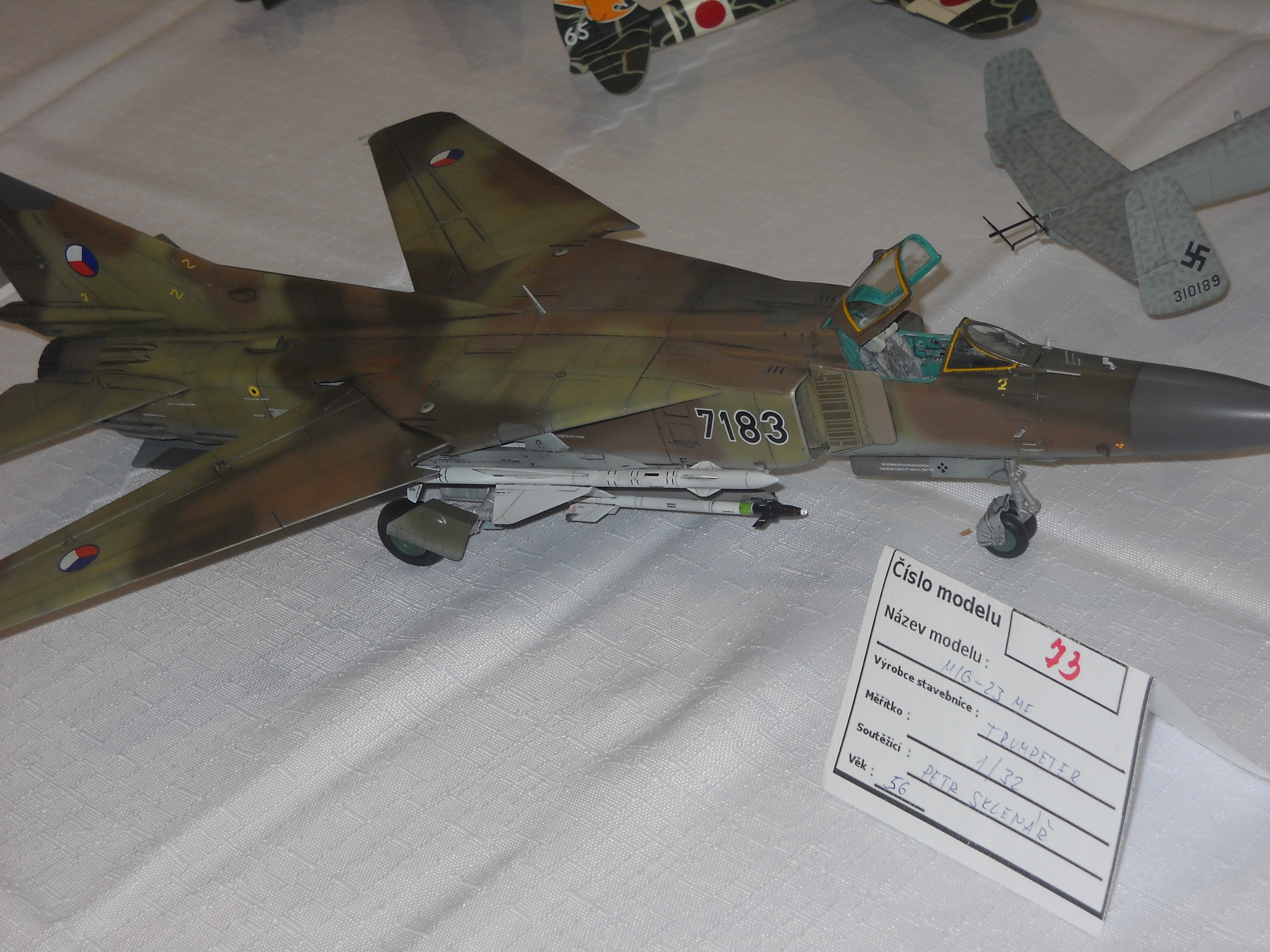
Modell einer Mikojan-Gurewitsch MiG-23 in 1:32 mit sehr fein detailliertem Cockpit

## Hersteller
Bekannte Hersteller von Plastikbausätzen sind:
- Revell
- Italeri
- Tamiya
- Faller
- Kibri
- Airfix
- Heller
- Trumpeter
- ICM
- Zvezda
- Fujimi
- Aoshima
- Hasegawa
- Dragon
- Academy
- Aluminium Model Toys